# جاكوب تي. شفارتز
جاكوب تي. شفارتز (بالإنجليزية: Jacob T. Schwartz)‏ (و. 1930 – 2009 م) هو رياضياتي، وأستاذ جامعي، وعالم حاسوب أمريكي، ولد في نيويورك، وكان عضوًا في الأكاديمية الوطنية للعلوم، والأكاديمية الأمريكية للفنون والعلوم، توفي في مانهاتن، عن عمر يناهز 79 عاماً، بسبب سرطان الكبد.

## التعليم
تعلم في كلية مدينة نيويورك، وجامعة ييل.